# Pleurospermum astrantioideum
Pleurospermum astrantioideum là một loài thực vật có hoa trong họ Hoa tán. Loài này được (H. Boissieu) K.T. Fu & Y.C. Ho miêu tả khoa học đầu tiên năm 1979.